# Meksički pezo
Meksički pezo (španjolski peso mexicano) (ISO 4217: MXN) je zakonsko sredstvo plaćanja u Meksiku. Označava se oznakom $, ili Mex$ kako bi se razlikovao od drugih valuta koje nose naziv dolar. Sastoji se od 100 centava koji se označavaju oznakom ¢.
Prije revalvacije pesosa 1993. godine, ISO kôd bio je MXP.
U optjecaju se nalaze novčanice od 20, 50, 100, 200, 500 i 1000 pesosa.
| Apoen | Ličnost                   | Dominantna boja  | Dimenzije   | Slika |
| ----- | ------------------------- | ---------------- | ----------- | ----- |
| $20   | Benito Juárez             | Plavo-ljubičasta | 129 x 66 mm |       |
| $50   | José María Morelos        | Crvena           | 129 x 66 mm |       |
| $100  | Nezahualcóyotl            | Narančasta       | 155 x 66 mm |       |
| $200  | Sor Juana Inés de la Cruz | Zelena           | 155 x 66 mm |       |
| $500  | Ignacio Zaragoza          | Smeđa            | 155 x 66 mm |       |
| $1000 | Miguel Hidalgo            | Plava            | 155 x 66 mm |       |